# Венгрия на летних Олимпийских играх 1980
Венгрия принимала участие в летних Олимпийских играх 1980 года в Москве в 18-й раз за свою историю. Страну представили 263 спортсмена в 20 видах спорта. Команда завоевала 32 медали.

## Медалисты
| Медаль  | Спортсмен | Вид спорта                  | Дисциплина                                  |
| ------- | --- | --------------------------- | ------------------------------------------- |
| Золото  | Ласло Фольтан Иштван Вашкути | Гребля на байдарках и каноэ | Мужчины, каноэ-двойка, 500 м                |
| Золото  | Золтан Мадьяр | Спортивная гимнастика       | Мужчины, конь                               |
| Золото  | Карой Варга | Стрельба                    | Мужчины, Малокалиберная винтовка лёжа, 50 м |
| Золото  | Шандор Владар | Плавание                    | Мужчины, 200 м на спине                     |
| Золото  | Петер Бачако | Тяжёлая атлетика            | Мужчины, до 90 кг                           |
| Золото  | Ференц Кочиш | Борьба                      | Мужчины, греко-римская борьба, до 74 кг     |
| Золото  | Норберт Нёвеньи | Борьба                      | Мужчины, греко-римская борьба, до 90 кг     |
| Серебро | Иштван Йоош Иштван Сабо | Гребля на байдарках и каноэ | Мужчины, байдарка-двойка, 1000 м            |
| Серебро | Эрнё Кольцонаи | Фехтование                  | Мужчины, шпага, личное первенство           |
| Серебро | Магда Марош | Фехтование                  | Женщины, рапира, личное первенство          |
| Серебро | Тамаш Сомбатхейи | Современное пятиборье       | Мужчины, личное первенство                  |
| Серебро | Тамаш Сомбатхейи Ласло Хорват Тибор Марачко | Современное пятиборье       | Мужчины, командное первенство               |
| Серебро | Золтан Веррасто | Плавание                    | Мужчины, 200 м на спине                     |
| Серебро | Лайош Рац | Борьба                      | Мужчины, греко-римская борьба, до 52 кг     |
| Серебро | Тот, Иштван (борец) | Борьба                      | Мужчины, греко-римская борьба, до 62 кг     |
| Серебро | Йожеф Балла | Борьба                      | Мужчины, вольная борьба, свыше 100 кг       |
| Бронза  | Янош Варади | Бокс                        | Мужчины, до 51 кг                           |
| Бронза  | Иштван Леваи | Бокс                        | Мужчины, свыше 81 кг                        |
| Бронза  | Эва Ракус Мария Закариаш | Гребля на байдарках и каноэ | Женщины, байдарка-двойка, 500 м             |
| Бронза  | Имре Гедёвари | Фехтование                  | Мужчины, сабля, личное первенство           |
| Бронза  | Имре Гедёвари Пал Геревич Ференц Хамманг Рудольф Небальд Дьёрдь Небальд                                                                           | Фехтование                  | Мужчины, сабля, командное первенство        |
| Бронза  | Эдит Ковач Магда Марош Ильдико Шварценбергер Гертруд Штефанек Жужанна Сёц                                                                         | Фехтование                  | Женщины, рапира, командное первенство       |
| Бронза  | Ференц Донат Золтан Мадьяр Петер Ковач Дьёрдь Гуцоги Иштван Вамош Золтан Келемен                                                                  | Спортивная гимнастика       | Мужчины, командное первенство               |
| Бронза  | Тибор Кинчеш | Дзюдо                       | Мужчины, до 60 кг                           |
| Бронза  | Андраш Ожвар | Дзюдо                       | Мужчины, открытая категория                 |
| Бронза  | Золтан Веррасто | Плавание                    | Мужчины, 400 м комплексным плаванием        |
| Бронза  | Дьёрдь Салаи | Тяжёлая атлетика            | Мужчины, до 110 кг                          |
| Бронза  | Эндре Мольнар Иштван Сивош Аттила Шудар Дьёрдь Герандаш Дьёрдь Хоркаи Габор Цапо Иштван Кишш Иштван Удварди Ласло Кунц Тамаш Фараго Карой Хауслер | Водное поло                 | Мужчины                                     |
| Бронза  | Ференц Шереш | Борьба                      | Мужчины, греко-римская борьба, до 48 кг     |
| Бронза  | Иштван Ковач | Борьба                      | Мужчины, вольная борьба, до 82 кг           |
| Бронза  | Сабольч Детре Жольт Детре | Парусный спорт              | Класс «Летучий голландец»                   |

## Результаты соревнований

### Академическая гребля
В следующий раунд из каждого заезда проходили несколько лучших экипажей (в зависимости от дисциплины). В финал A выходили 6 сильнейших экипажей, ещё 6 экипажей, выбывших в полуфинале, распределяли места в малом финале B
Мужчины
| Соревнование | Спортсмены | Предварительный заезд | Предварительный заезд | Предварительный заезд | Отборочный заезд | Отборочный заезд | Отборочный заезд | Полуфинал | Полуфинал | Полуфинал | Финал   | Финал   | Итоговое место |
| Соревнование | Спортсмены | Заезд                 | Время                 | Место                 | Заезд            | Время            | Место            | Заезд     | Время     | Место     | Время   | Место   | Итоговое место |
| ------------ | ---------- | --------------------- | --------------------- | --------------------- | ---------------- | ---------------- | ---------------- | --------- | --------- | --------- | ------- | ------- | -------------- |
| одиночки     | Лайош Одор | 3                     | 8:14,24               | 4                     | 1                | 7:27,49          | 2 Q              | 1         | 7:32,94   | 4         | Финал B | Финал B | 9              |
| одиночки     | Лайош Одор | 3                     | 8:14,24               | 4                     | 1                | 7:27,49          | 2 Q              | 1         | 7:32,94   | 4         | 7:23,30 | 3       | 9              |

### Борьба
Греко-Римская борьба
Соревнования в каждом весе проводились по олимпийской системе. Борец проигравший два боя выбывал из дальнейших соревнований.
До 68 кг
Раунд 1)  Карой Гааль (HUN) -  Мохамед Муалек (ALG) — поб. TF / 0:58

Раунд 2)  Карой Гааль (HUN) -  Анджей Супрун (POL) — пор. DQ / 8:27

Раунд 3)  Карой Гааль (HUN) -  Сурен Налбандян (URS) — пор. 2:4

Итог: 8-е место